# Aérodrome John Greif II de San Pedro
L'aérodrome Jean Greif II (code IATA : SPR) est un aéroport qui dessert San Pedro et Ambergris Caye, Belize.
L'aéroport a été renommé de Aéroport San Pedro à Aéroport John Greif II en 2010.

## Situation
| Belize City (International) Belize City (National) Belmopan‎ Big Creek Caye Caulker Caye Chapel Corozal Dangriga Independence/Savannah Orange Walk‎ Town Placencia‎ Punta Gorda San Ignacio‎ San Pedro‎ Sarteneja Silver Creek |

## Compagnies et destinations
| Compagnies      | Destinations                                                                                                   |
| --------------- | --- |
| Maya Island Air | Belize City-P. S. W. Goldson, Belize City (Municipal), Caye Caulker, Caye Chapel, Corozal                      |
| Tropic Air      | Belize City-P. S. W. Goldson, Belize City (Municipal), Belmopan-Hector Silva, Caye Caulker, Corozal, Sartaneja |

Édité le 12/02/2020